# Kostelec nad Vltavou
Kostelec nad Vltavou là một làng thuộc huyện Písek, vùng Jihočeský, Cộng hòa Séc.